# Pernau (Wels)

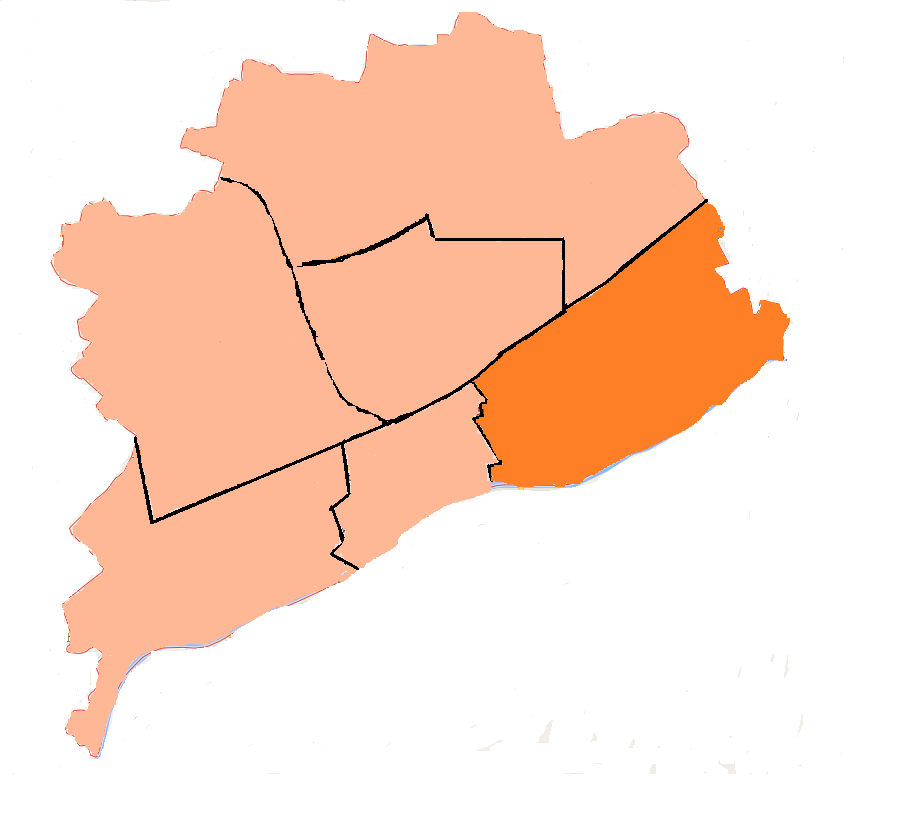
Karte Wels Pernau

Pernau ist ein Zählbezirk, ein Stadtteil sowie eine Katastralgemeinde im Osten der Stadt Wels. Bis zu seiner Eingemeindung 1938 war der Stadtteil eine eigene Gemeinde, heute leben 9.717 Einwohner in Wels-Pernau. Die Pernau liegt zwischen Traun und Westbahnstrecke und ist stark industriell geprägt.

## Ortsteile und Siedlungen
Die Pernau gliedert sich heute in die Ortsteile und Siedlungen: Dickerldorf, Haidl, Hochpoint, Industriegebiet, Maxlhaid, Pernau, Schafwiesen, Schießstätte und Untereisenfeld.
Im Norden grenzt die Pernau an die Stadtteile Puchberg und Neustadt, im Westen an die Innere Stadt und im Süden an Thalheim sowie über die Traun an die Gemeinde Schleißheim. Zur Katastralgemeinde Pernau werden auch die Ortsteile Oberhart, Stadelhof sowie der Flugplatz gezählt, diese Gebiete werden heute aber zum Zählbezirk Puchberg beziehungsweise zur Neustadt gezählt.
Die Fläche der Katastralgemeinde Pernau beträgt 12,71 km², des Zählbezirks 7,81 km².

## Geschichte

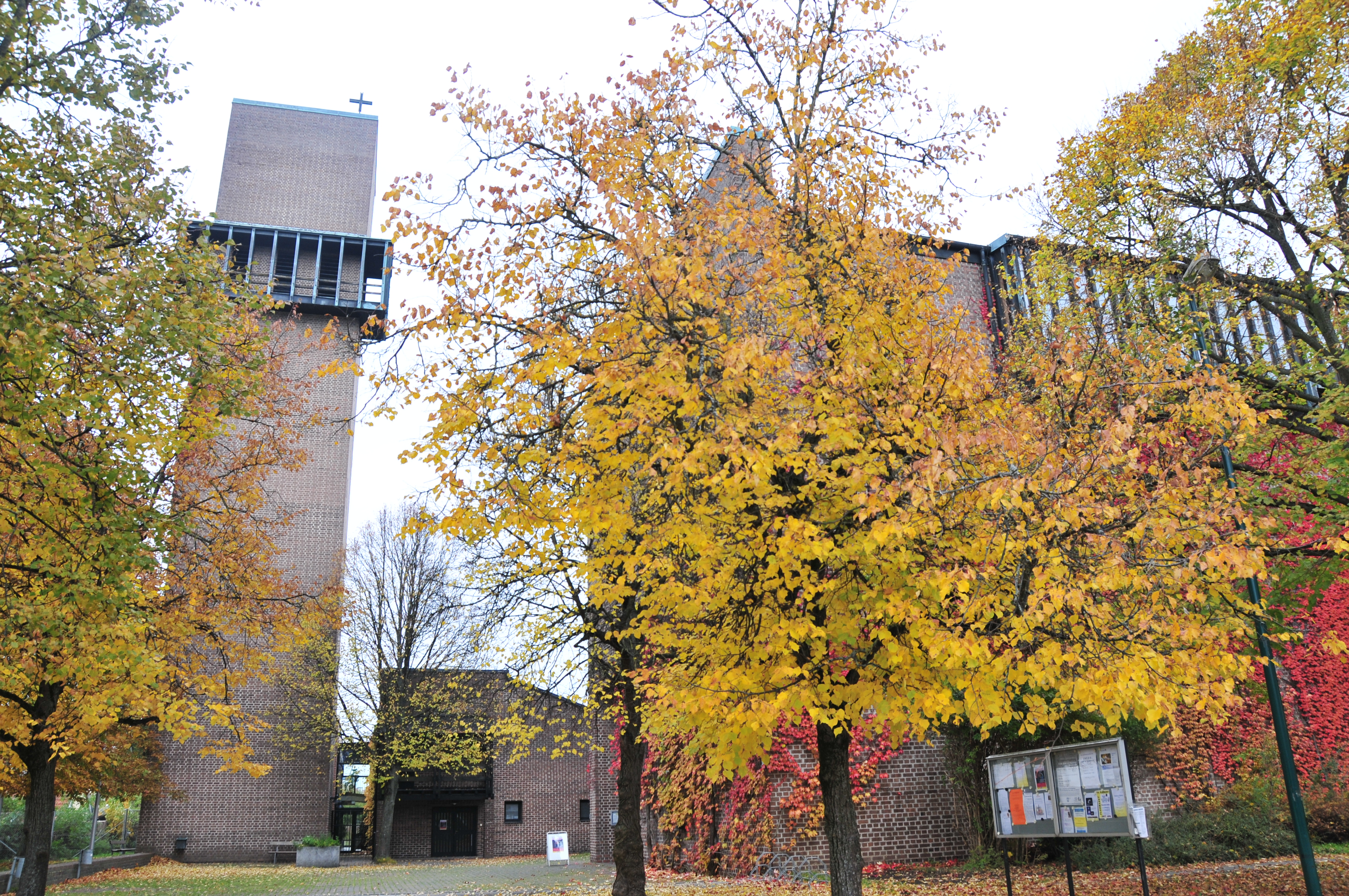
Pfarrkirche Wels-Pernau

1414 wird die Pernau erstmals urkundlich erwähnt, in der Gegend des Pernauhofes (damals Grundbesitz des Stift Lambachs) wird das Schloss „Bernau auf der Haide“ errichtet. Das Schloss wechselte im Laufe der Geschichte mehrmals den Besitzer. 1902 wurde es von Arthur von Ziegler erworben, er war von 1910 bis 1938 der letzte Bürgermeister der Pernau. In seiner Amtszeit wurde unter anderem 1912 die Pernauer Schule errichtet.
Während der östliche Teil der Pernau sehr lange von der Landwirtschaft geprägt war, entwickelte sich im Westen bereits sehr früh ein Industriegebiet, welches direkt an Wels grenzte. Wichtig war dabei der Anschluss an den künstlich angelegten Welser Mühlbach.
1515 wurde die Welser Papiermühle (später Welser Papierfabrik) eröffnet, sie ist damit das älteste Industrieunternehmen in Wels und war bis zu ihrer Schließung 1978 die älteste Papierfabrik nördlich der Alpen. Heute befindet sich auf dem Areal der alten Papiermühle ein Transportunternehmen.
Von historischer Bedeutung für die Pernau ist auch die Errichtung eines militärischen Truppenübungsplatzes die sogenannte „Schießstätte“ an der Traun, im Jahre 1916. Von 1919 bis 1961 verkehrte von der Schießstätte nach Schleißheim eine Drahtseilfähre über die Traun.
Ende der 1930er Jahre wird der Welser Verschiebebahnhof im Norden des Stadtteils errichtet, er zählt bis heute zu einem der größten Güterbahnhöfe in Österreich. Während des Zweiten Weltkrieges war die Pernau immer wieder Ziel alliierter Bombenangriffe, vor allem der Verschiebebahnhof und die daneben liegenden Siedlungen wurden schwer zerstört.
In der NS-Zeit befanden sich in Pernau mehrere militärische Anlagen: Abgesehen von einem Heeresgerätelager auf dem Gelände der Papierfabrik existierten ein Heereszeugamt, in der Wiesenstraße ein Baulager des Heeresbauamtes (dieses wurde später als „Wiesenlager“ für Zwangsarbeiter genutzt) und im Bereich der Boschstraße/Kalkofenstraße ein Lager für russische Kriegsgefangene (späteres „Kalkofenlager“) für den Bau des Heereszeugamtes.
Nach dem Krieg siedelten sich zahlreiche Flüchtlinge und Vertriebene aus Ost- und Südosteuropa, vor allem Donauschwaben, Sudetendeutsche und Siebenbürger Sachsen in dem damals dünn besiedelten Stadtteil Pernau an, so wurde bereits 1947 eine eigene Flüchtlingsklasse in der örtlichen Schule eingerichtet.
Ab Ende der 1940er Jahre entwickelt sich die Pernau immer mehr zu einem Industriestandort, zahlreiche namhafte Unternehmen wie etwa der Stempelerzeuger Trodat oder die Rumpl AG ließen sich hier nieder. In den 1950er Jahren wurde wie in allen Welser Stadtteilen der Siedlungsbau vorangetrieben, 1954 wurde etwa die Schießstättensiedlung als „Barackennachfolgesiedlung“ fertiggestellt.
1964 wurde mit dem Bau der Kirche St. Josef begonnen, die Pernau war somit bis zu Beginn des neuen Jahrtausend der letzte Stadtteil der eine eigene Kirche bekam.

## Wirtschaft und Infrastruktur
Die Pernau ist Standort zahlreicher international agierender Unternehmen, die meisten von ihnen sitzen im Industriegebiet rund um die Boschstraße an der Traun. Zu den größten Unternehmen zählen hier die TGW, Kellner und Kunz, die beiden Transportunternehmen Felbermayr und Engelmayer, der Pulverlackhersteller Tiger Coatings sowie der Küchenbauer EWE. Im nördlichen Teil der Pernau, entlang der Linzer Straße haben der Backwarenhersteller Resch & Frisch – ein Pernauer Traditionsbetrieb – und der weltweit größte Stempelhersteller Trodat ihren Sitz.
Von Bedeutung ist auch die Müllverbrennungsanlage im Osten des Stadtteils, die von der Energie AG Umwelt Service (vormals AVE) betrieben wird. Die Abwärme des verbrannten Mülls wird in das Welser Fernwärmenetz eingespeist. Die Anlage gehört mit zu den modernsten Europas.
Der Stadtteil ist durch die B137 beziehungsweise die B138 Welser Osttangente mit der West Autobahn verbunden, direkter Autobahnanschluss besteht zur A25 bei der Abfahrt Wels-Ost.
Die Linzer Straße und die Hans-Sachs-Straße sind Teil der Bundesstraße 1. Über die Buslinien 2 und 3 der Welser Linie ist der Stadtteil mit der Innenstadt und den übrigen Stadtteilen verbunden.
Im Westen der Pernau an der Grenze zur Innenstadt befand sich zuerst die Landesfrauenklinik und später die Welser Psychiatrie, diese wurde 2014 in das Klinikum Wels-Grieskirchen eingegliedert. Das Gebäude wird nun als Polizeischule genützt.
Ebenfalls im Westen befinden sich einige Berufsschulen für Technische und Kaufmännische Berufe.

## Freizeit und Kultur
Die Pernau ist der Heimatstadtteil des Fußballvereins Blaue Elf Wels, der Sportplatz befindet sich in der Pernauer Straße unmittelbar an der Stadtteilgrenze zur Innenstadt.
Als Naherholungsgebiete gelten vor allem die Gegend an der Traun sowie der Ortsteil Schafwiesen. Hier findet seit 2012 das sogenannte „Schafwiesenfest“ – eine Art Stadtteilfest – statt. Bei der Diskussion über die Errichtung eines Badesees in Wels wird als Möglichkeit das Augebiet an der Grenze zur Stadt Marchtrenk genannt. In einer ehemaligen Schottergrube befindet sich ein Grundwassersee, welcher aber seit einigen Jahren nicht mehr öffentlich zugänglich ist.